# 文光
文光（1832年—1907年），字镜堂，乌雅氏，吉林满洲镶黄旗人。

## 生平
文光是咸丰己未科举人，同治十年三甲同进士出身。同治元年至同治十年任国子监助教。十年中进士，充工部行走。光绪元年补工部主事，同年授总理各国事务衙门章京。四年选工部员外郎，同年升工部郎中。五年加盐运使衔。九年，外放陕西潼商道，光绪十四年兼署陕西按察使、布政使、陕西巡抚，同年主试陕西武闱。十八年迁四川按察使，次年署四川布政使。二十四年，时川中无大员，文光以四川按察使护理四川总督。光绪二十五年，调湖南按察使, 同年升新疆布政使, 二十七年因病辞去官职。

## 家族
文光家族始祖为镶黄旗乌雅氏，始祖納穆章，世居德爾吉穆湖地方。文光八世祖莽色由佐領随多羅饒余郡王阿巴泰，率兵過北京赴山東，攻打東阿县，无雲梯第二登城克之，後破流賊張獻忠，征四川，屡著戰功授雲騎尉；祖考讳阿尔精阿，祖母吕氏；考讳德福，母親刘氏。文光伯父为道光进士、安庆知府成福；文光侄为光绪进士、清末重臣一品大员绥远城将军兼钦差大臣贻谷。